# Rwanda i olympiska sommarspelen 2016
Rwanda deltog med sju deltagare vid de olympiska sommarspelen 2016 i Rio de Janeiro. Ingen av landets deltagare erövrade någon medalj.

## Cykling

### Landsväg
| Idrottare         | Gren                | Tid             | Placering       |
| ----------------- | ------------------- | --------------- | --------------- |
| Adrien Niyonshuti | Herrarnas linjelopp | Fullföljde inte | Fullföljde inte |

### Mountainbike
| Idrottare         | Gren                   | Tid          | Placering |
| ----------------- | ---------------------- | ------------ | --------- |
| Nathan Byukusenge | Herrarnas mountainbike | LAP (3 varv) | 41        |

## Friidrott
Förkortningar
- Notera– Placeringar avser endast det specifika heatet.
- Q = Tog sig vidare till nästa omgång
- q = Tog sig vidare till nästa omgång som den snabbaste förloraren eller, i fältgrenarna, genom placering utan att nå kvalgränsen
- NR = Nationellt rekord
- N/A = Omgången fanns inte i grenen
- Bye = Idrottaren behövde inte tävla i omgången

Bana och väg
| Idrottare             | Gren                  | Final    | Final     |
| Idrottare             | Gren                  | Resultat | Placering |
| --------------------- | --------------------- | -------- | --------- |
| Ambroise Uwiragiye    | Herrarnas maraton     | 2:25:57  | 99        |
| Claudette Mukasakindi | Damernas maraton      | 3:05:57  | 126       |
| Salome Nyirarukundo   | Damernas 10 000 meter | 32:07,80 | 27        |

## Simning
| Idrottare        | Gren                     | Heat    | Heat      | Semifinal        | Semifinal        | Final            | Final            |
| Idrottare        | Gren                     | Tid     | Placering | Tid              | Placering        | Tid              | Placering        |
| ---------------- | ------------------------ | ------- | --------- | ---------------- | ---------------- | ---------------- | ---------------- |
| Eloi Imaniraguha | Herrarnas 50 m frisim    | 26,43   | 68        | Gick inte vidare | Gick inte vidare | Gick inte vidare | Gick inte vidare |
| Johanna Umurungi | Damernas 100 m fjärilsim | 1.11,92 | 44        | Gick inte vidare | Gick inte vidare | Gick inte vidare | Gick inte vidare |